# Ophiopsila hartmeyeri
Ophiopsila hartmeyeri is een slangster uit de familie Ophiocomidae.
De wetenschappelijke naam van de soort werd in 1913 gepubliceerd door René Koehler.